# Diamond of Istanbul
Diamond of Istanbul war der Name eines Projektes für einen Wolkenkratzers an der Büyükdere-Allee im Stadtteil Maslak der türkischen Metropole Istanbul. Nach seiner Fertigstellung sollte der Wolkenkratzer mit einer Höhe von 280 Metern das höchste Hochhaus der Türkei und das höchste Gebäude im Mittelmeerraum sein. 2009 sind die Bauarbeiten abgebrochen worden, seitdem gibt es keinen Baufortschritt an dem unfertigen Rohbau.